# Kościół Matki Bożej Częstochowskiej w Krzywiźnie
Kościół parafialny pw. Matki Boskiej Częstochowskiej – polski rzymskokatolicki kościół parafialny Parafii Matki Bożej Częstochowskiej w Krzywiźnie znajdujący się we wsi Krzywizna, należący do dekanatu wołczyńskiego.

## Historia
Kościół w Krzywiźnie istniał już w średniowieczu. W 1541 roku został przejęty przez protestantów. Obecny neogotycki kościół, murowany, wybudowany został w latach 1881-1883 w miejscu zburzonego kościoła drewnianego. W kościele znajduje się gotycki dzwon z 1514 roku, zawieszony po 2 wojnie światowej z nieznanego kościoła. Od 1945 roku kościół służy katolikom. Teren wokół świątyni otacza plac po dawnym cmentarzu, na którym zachował się nagrobek w formie głazu, ostatniego ewangelickiego pastora - Erdmanna Cochlewiusa. Na frontowej ścianie kościoła znajduje się płaskorzeźba pomnika, poświęconego ofiarom I wojny światowej. W styczniu 2023 bp. Damian Bryl poświęcił kaplicę zimową na miejscu starej salki katechetycznej, w której będą gromadzić się parafianie w nabożeństwach w okresie zimy. Patronami kaplicy są Matka Boża Nieustającej Pomocy i św. Rita.

## Galeria

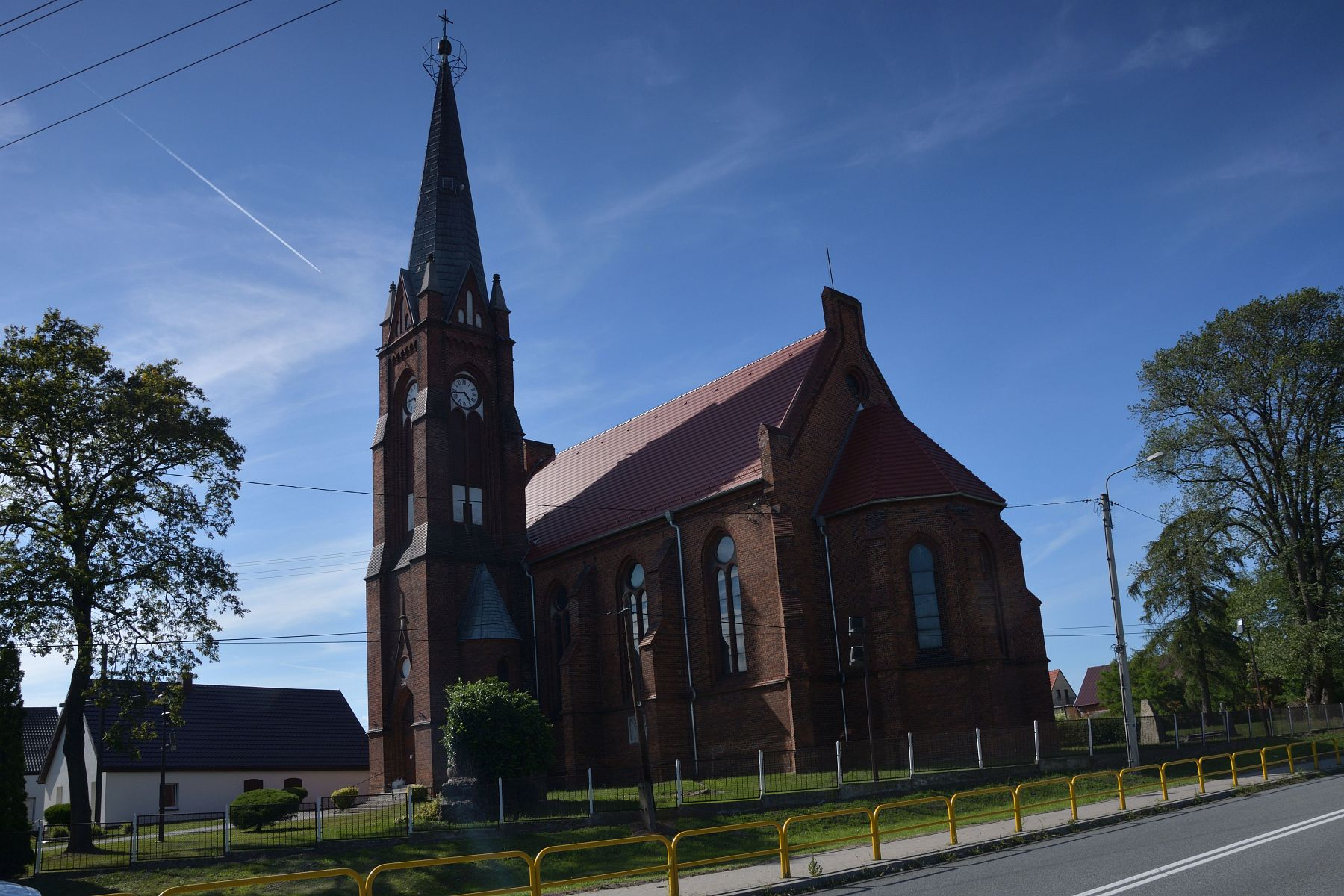
Kościół w lipcu 2022
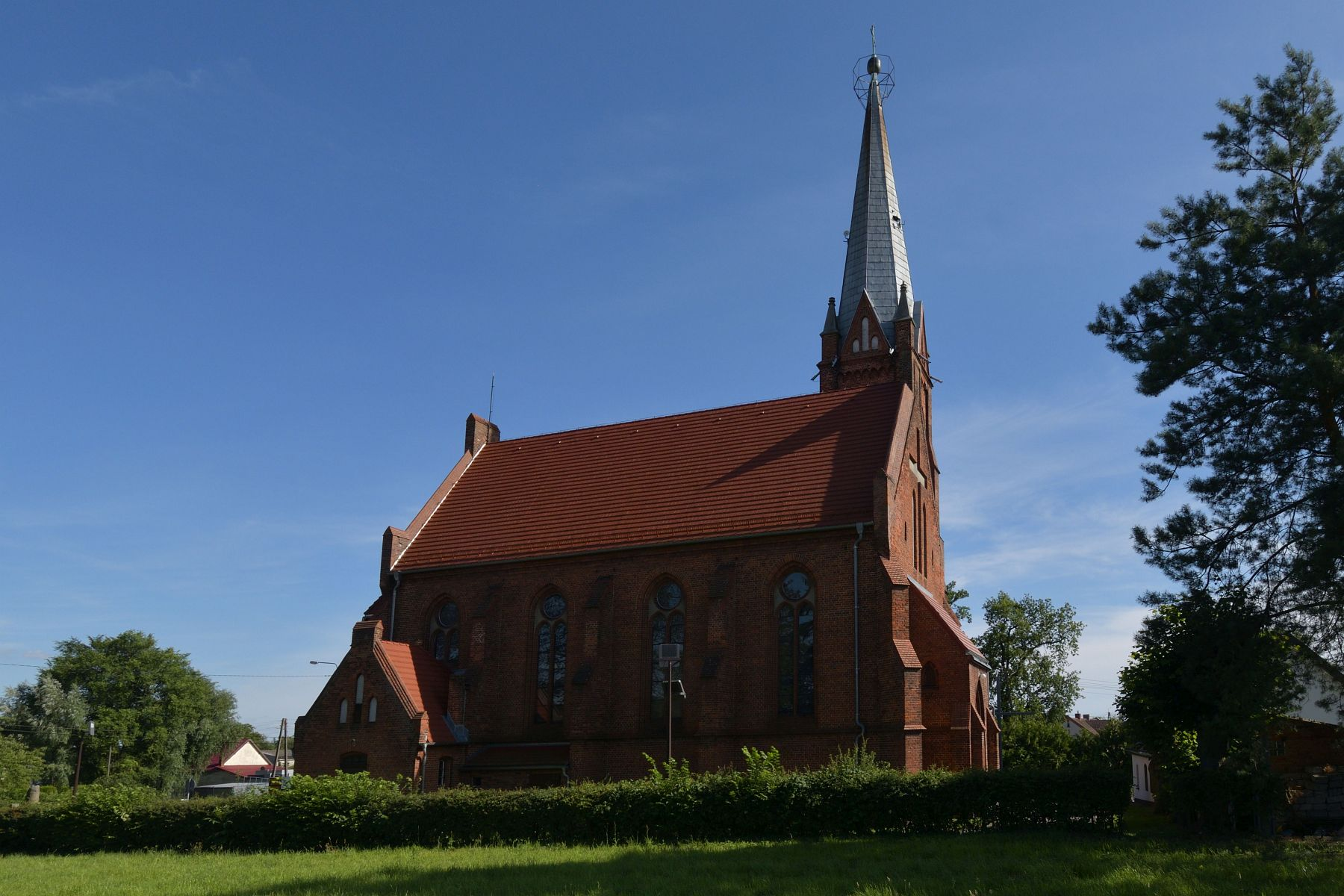
Widok z boku
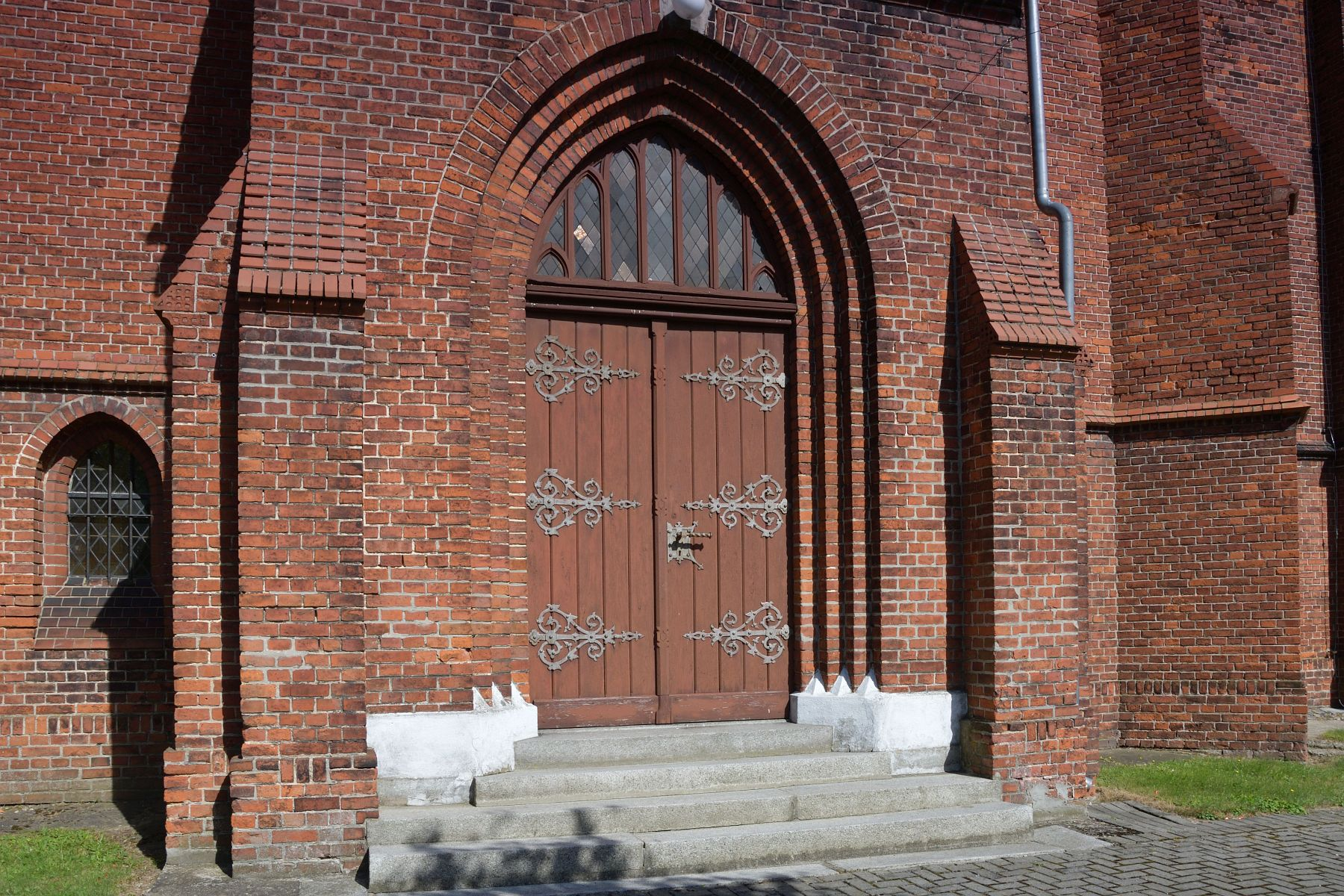
Wejście główne
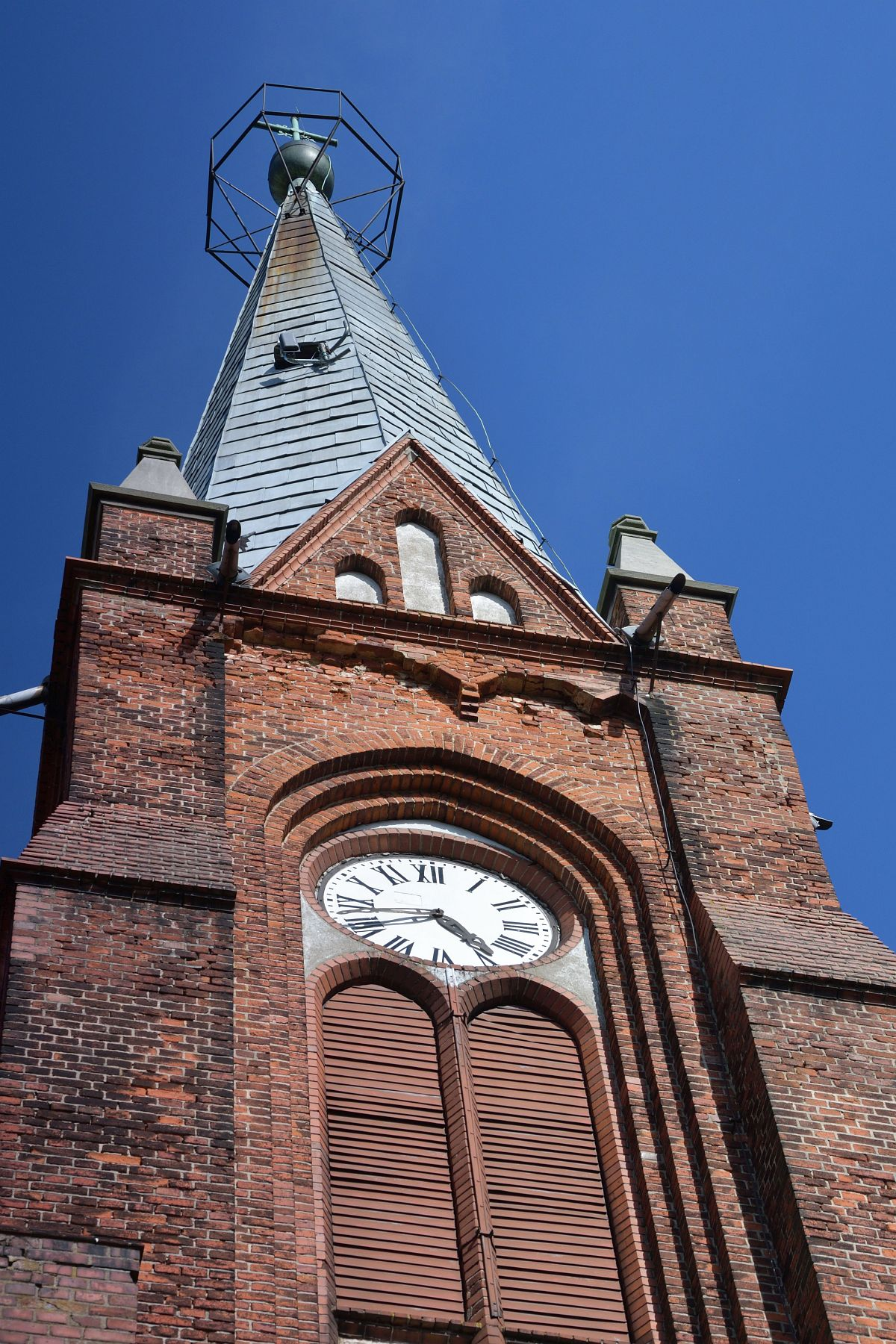
Wieża
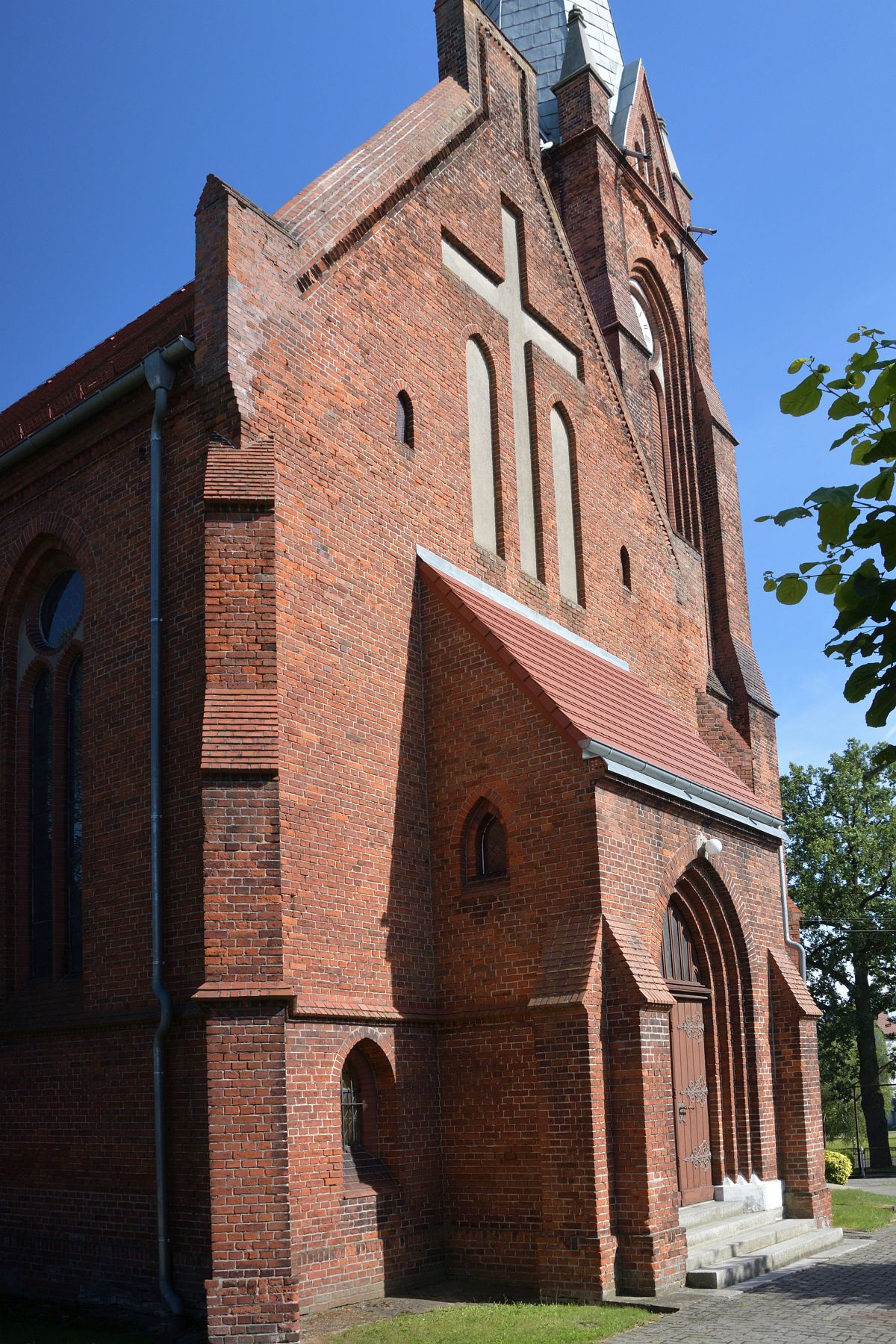
Fasada
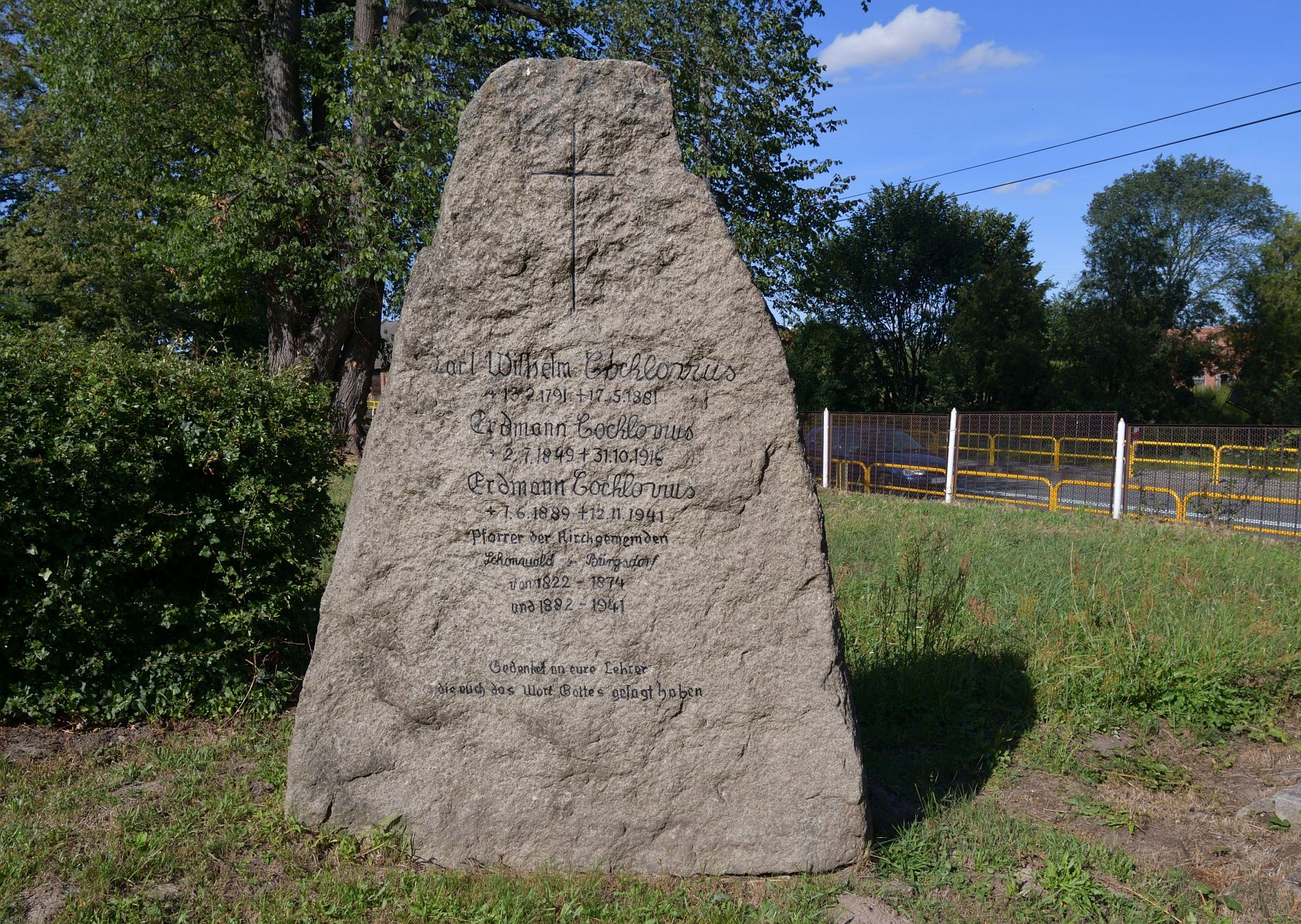
Pomnik przy kościele